# 연양가
“연양가”(延陽歌)는 고구려에서 지어진 작자 미상의 가요이다.
《고려사》에 연양가에 관련한 내용이 적혀 있는데, 연양현(延陽縣)에 한 사람이 죽을 힘을 다해 열심히 일하고 자신의 몸을 나무에 비유하면서 “나무가 자신을 불태워 재가 되도록 직분을 다하듯이 나도 비록 재가 되어 버리더라도 열심히 일을 사양하지 않겠다.”라며 연양가를 읊었다고 하지만 그 내용은 전해지지 않는다.